# Xã Pine, Quận Clearfield, Pennsylvania
Xã Pine (tiếng Anh: Pine Township) là một xã thuộc quận Clearfield, tiểu bang Pennsylvania, Hoa Kỳ. Năm 2010, dân số của xã này là 60 người.